# 武蔵流
武蔵流（むさしりゅう）とは、
1. 円明流、二天一流などの宮本武蔵の系統の剣術流派の俗称。[1]
2. 塩田流小具足に併伝されていた棒術。
3. 楠田円石が開いた剣術流派。以下に記す。

## 概要
本多氏の家臣であった楠田円石は、宮本武蔵の弟子であった石川清宣より剣術を学び、不動剣・金剛剣の極意を加え自らの流派を「武蔵流」と号した。
1769年（明和6年）の本多氏の岡崎移封により、以降は岡崎藩で伝承された。
当流より三橋鑑一郎を輩出している。

三橋鑑一郎は東軍流と武蔵流を修行し、江戸へ出て鏡新明智流を学んだ。その後、1865年（慶応元年）に武蔵流第9代となった。1903年（明治36年）、三橋は第一回の剣道範士の一人に選ばれた。

## 系譜
- 宮本武蔵玄信[2]
  - 石川主税清信[2]
    - 楠田圓石好政[2]
      - 國分九郎右衛門真恒[2]
        - 國分九郎右衛門真昌[2]
          - 國分三之允真栄[2]
            - 國分三之允真恕[2]
              - 國分九郎右衛門真氏[2]
                - 新宮重哲[2]
                  - 那須春𠮷[2][注釈 1]